# فريدي كروجر
فريدي كروجر (بالإنجليزية: Freddy Krueger) هو متزلج مائي ‏ أمريكي، ولد في 3 مايو 1975 في ديكادور في الولايات المتحدة.